# Aboud Omar
Aboud Omar Khamis (Mombasa, 9 settembre 1992) è un calciatore keniota, difensore del Kenya Police e della nazionale keniota.

## Caratteristiche tecniche
È un terzino sinistro.

## Carriera

### Nazionale
Ha esordito con la nazionale keniota il 9 luglio 2013 in occasione dell'incontro vinto 2-0 contro lo Swaziland.